# Diecéze Almería
Diecéze Almería je římskokatolická diecéze nacházející se ve Španělsku.

## Území
Zahrnuje území provincie Almería.
Biskupským sídlem je město Almería, kde se nachází hlavní chrám, katedrála Vtělení.

## Historie
Ve starověku bylo současné území diecéze součástí diecéze Urci. Podle tradice byl prvním evangelizátorem regionu svatý Indaletius, který byl vyslán svatým apoštolem Petrem.
Po pádu Granadského emirátu byla 21. května 1492 zřízena samostatná diecéze Almería. Na počátku 16. století byla diecéze ještě osídlena muslimy, zejména na venkově. Roku 1500 mnozí dali přednost křtu před vyhnanstvím. Roku 1568 byly tito novokřtěnci vyhnáni a jejich majetek zabaven.
Dne 16. června 1610 byl zřízen kněžský seminář.
Dne 12. ledna 1953 získala část území granadské arcidiecéze. Dne 10. července 1957 opět získala další část území arcidiecéze, a navíc části území diecéze Cartagena a diecéze Guadix.